# Arystoteles
Arystoteles (starogr. Ἀριστοτέλης, Aristotelēs, ur. 384 p.n.e. w Stagirze, zm. 322 p.n.e. w Chalkis) – filozof, jeden z trzech – obok Sokratesa i Platona – najsławniejszych filozofów starożytnej Grecji. Nazywany też Stagirytą (od miejsca urodzenia) lub po prostu Filozofem (w tekstach średniowiecznych i nowożytnych).
Był twórcą odmiennego od platonizmu i równie spójnego systemu filozoficznego, który bardzo silnie wpłynął na filozofię i naukę europejską. Zapoczątkował nurt filozoficzny nazywany arystotelizmem, który miał wiele postaci w różnych epokach. Chrześcijańska odmiana arystotelizmu zwana tomizmem powstała w XIII wieku i jest do dziś uważana za oficjalną filozofię Kościoła katolickiego. Założyciel szkoły filozoficznej w ogrodach Lykeionu (od nazwy sąsiadującej z nimi świątyni Apollina Likejosa) – stąd wzięło się później słowo „liceum”.
Oprócz filozofii Arystoteles położył ogromne zasługi w rozwoju logiki i nauk przyrodniczych, szczególnie astronomii, fizyki i biologii. Choć ostatecznie wiele jego teorii naukowych okazało się błędnych, to znacząco przyczyniły się one do poszukiwania nowych hipotez.
Wizerunek Arystotelesa został umieszczony na greckich monetach obiegowych o nominale 5 drachm bitych z przerwami w latach 1976-2000.

## Życiorys

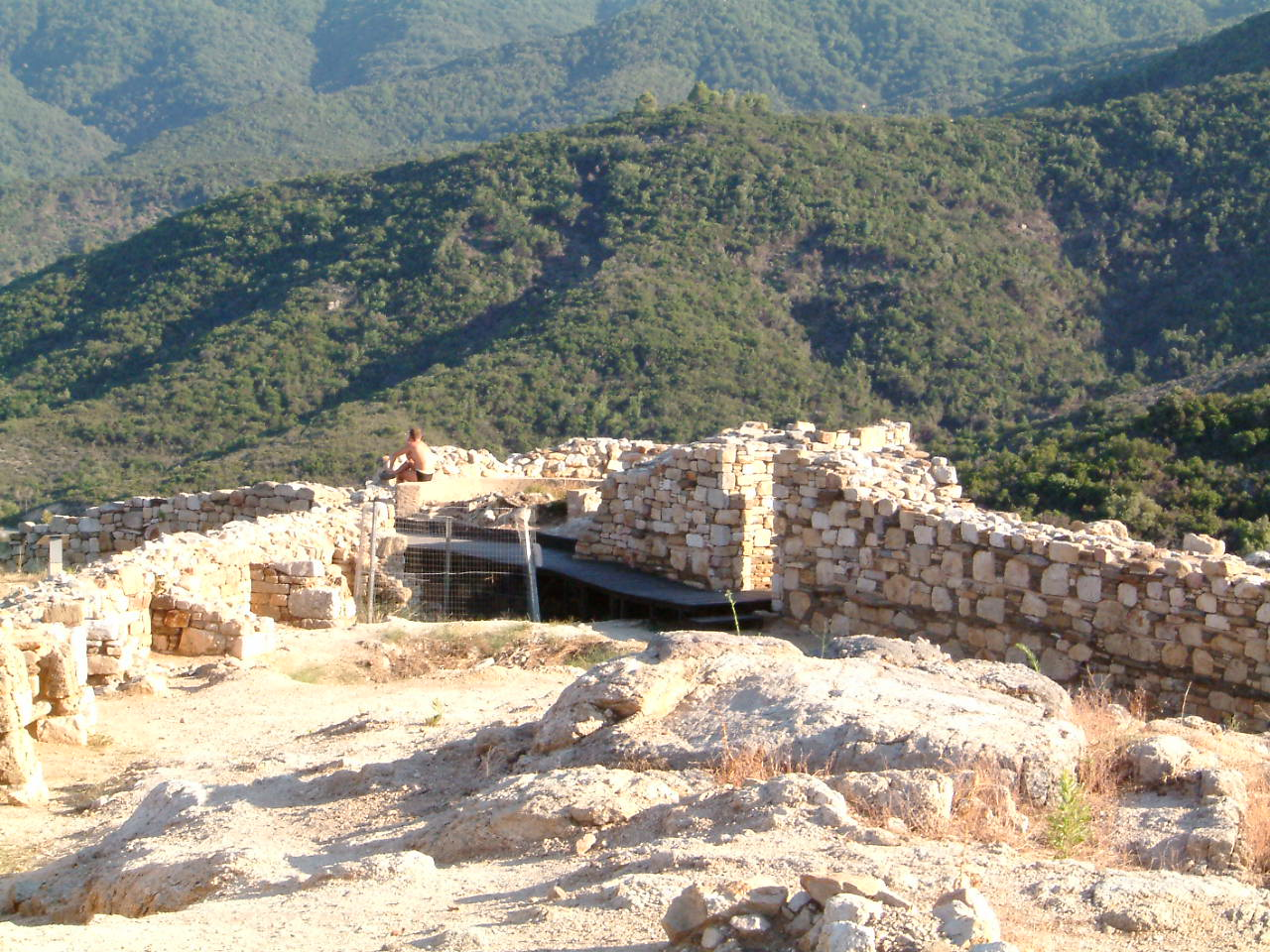
Ruiny starożytnej Stagiry z murem miejskim. Miejsce urodzenia Arystotelesa

Arystoteles urodził się w roku 384 p.n.e. w Stagirze, greckiej kolonii leżącej na Półwyspie Chalcydyckim. Stagira została założona przez osadników z Andros i Chalkis, mówiących różnymi dialektami jońskimi. Na początku IV wieku miasto i okolice zamieszkiwała jeszcze w zwartych skupiskach ludność przedgrecka, głównie tracka. W historiografii podejmowano próby wykazania, że Arystoteles pochodził ze zhellenizowanej rodziny niegreckiej. Tłumaczyłoby to pewne cechy jego charakteru oraz niektóre poglądy i decyzje polityczne. Tezy tej nie udało się udowodnić w sposób przekonujący. Sam Arystoteles posługiwał się wariantem dialektu jońskiego języka greckiego.
Faestis, matka Arystotelesa, pochodziła z Chalkis. Stagiryta schronił się u rodziny matki pod koniec życia, gdy uciekł do Chaliks przed wrogami. Ojciec Arystotelesa, lekarz Nikomach, nosił przydomek Asklepiad. Nie jest jasne, czy było to określenie rodu, z którego się wywodził, czy też nazwa organizacji lekarzy, do której być może należał. Ród Asklepiadów wymieniany został w pochodzących z Mesenii źródłach, spisanych w VIII i VII wieku. Nikomach pracował jako nadworny lekarz macedońskiego króla Amyntasa II. Arystoteles spędził zapewne kilka lat swojego dzieciństwa w stolicy Macedonii Pelli. Galen twierdził, że w rodzinach Asklepiadów szkolono synów w przeprowadzaniu sekcji zwłok oraz operacji chirurgicznych. Zainteresowanie naukami przyrodniczymi, przede wszystkim biologią, Arystoteles wyniósł prawdopodobnie z domu rodzinnego.
Rodzice osierocili Arystotelesa, gdy był jeszcze chłopcem. Dokładne daty ich śmierci nie są znane. Opiekę nad przyszłym filozofem przejął krewny, Proksenos z Atarneus w Azji Mniejszej. Z nową rodziną Stagiryta związany był emocjonalnie do końca życia. Po śmierci Proksenosa, Arystoteles adoptował syna swojego dawnego opiekuna, Nikanora. Dziękował także rodzinie Proksenosa w testamencie.
W wieku 17 lat Arystoteles został wysłany do Aten, aby odebrać wykształcenie w Akademii Platońskiej. W Akademii Arystoteles spędził w sumie 20 lat, w czasie których najpierw był studentem, potem asystentem Platona i w końcu samodzielnym wykładowcą. Po śmierci Platona (348/7 r. p.n.e.) był naturalnym pretendentem do objęcia scholarchatu Akademii – jednak inni członkowie Akademii zdecydowali się wybrać Speuzypa, siostrzeńca Platona, ze względu na dużą rozbieżność wypracowanego przez Arystotelesa systemu filozoficznego z systemem Platona.
Arystoteles, razem z drugim studentem Akademii Ksenokratesem, opuścili Akademię i udali się do kolonii Assos w Troadzie w rodzinnej Azji Mniejszej. Razem z nim, oraz z dwoma miejscowymi akademikami, Erastosem i Koriskosem, doradcami władcy kolonii Hermiasa, założył swoją szkołę filozoficzną. Także ów władca stał się słuchaczem szkoły i przyjacielem Arystotelesa. Dał mu za żonę swoją przybraną córkę Pytias. Innym słuchaczem w Assos był Teofrast z Eresos – najwybitniejszy uczeń Stagiryty. Filozof spędził w tym mieście trzy lata, napisał prawdopodobnie dialog O filozofii, składający się z trzech ksiąg, w którym poddał krytyce naukę Platona o ideach. W 345/4 r. p.n.e. przeprawił się do Mitylene, głównego miasta wyspy Lesbos. Przebywał tam do czasu, kiedy w 342/3 r. p.n.e. Filip II Macedoński powierzył mu wychowanie swego syna, późniejszego twórcy imperium macedońskiego Aleksandra III Macedońskiego. Pełnił tę funkcję przez niespełna trzy lata. W tym czasie Persowie podstępnie pojmali Hermiasa, sprzymierzeńca Filipa przeciw nim, który mimo tortur pozostał wierny Filipowi i poniósł śmierć na krzyżu. Arystoteles napisał hymn na cześć jego bohaterskiej śmierci. Po 340 p.n.e. Arystoteles przebywał razem z Teofrastem głównie w swym rodzinnym mieście Atarneus po czym, po trzynastu latach nieobecności, wrócił do Aten.
W Atenach założył własną, konkurencyjną do Akademii szkołę filozoficzną zwaną Liceum (gr. Λύκειον Lykeion, łac. Lyceum), która była wspierana przez Aleksandra Macedońskiego i wkrótce przyćmiła Akademię. Uczniowie tej szkoły byli pierwszymi arystotelikami. Nazywano ich też perypatetykami od greckiego słowa περιπατητικός (peripatetikós) oznaczającego przechadzanie się, jako że w ten sposób prowadzone były w szkole dyskusje i nauczanie. Aleksander do końca życia regularnie wymieniał listy z Arystotelesem, a także przysyłał egzotyczne okazy fauny i flory z odległych krajów do dużego ogrodu szkoły. Liceum obejmowało bowiem duży ogród z przyległymi budynkami, gdzie mieściły się sale wykładowe, i bibliotekę. Stosunki z władcą macedońskim ostygły, kiedy, wbrew radom Arystotelesa, Aleksander Wielki zaczął traktować podbitych Persów na równi ze zwycięskimi Macedończykami, a zwłaszcza kiedy, za przykładem królów perskich zażądał dla siebie czci boskiej (proskynesis).
Po śmierci żony Pytias, z którą miał córkę, nazwaną po matce Pytias, Arystoteles związał się z Herpyllis, z którą miał syna Nikomachosa, nazwanego tak od imienia ojca Arystotelesa.
Po śmierci Aleksandra w Babilonie, po powstaniu anty-macedońskim (wojna lamijska 323–322 p.n.e.), i upadku pro-macedońskiego rządu w Atenach, Arystoteles musiał uciekać z miasta oskarżony o bezbożność. Pretekstem do oskarżenia był hymn, który ułożył na cześć śmierci Hermiasa. Przeniósł się wtedy do miasta Chalkis na wyspie Eubea, gdzie po niespełna roku zmarł. W Atenach pozostał Teofrast, który kierował szkołą Liceum przez następne 37 lat.

## Poglądy filozoficzne

### Podział nauk
Arystoteles dokonał trychotomicznego podziału nauk:
- teoretyczne – których celem jest formułowanie wiedzy dla niej samej (metafizyka, fizyka i matematyka)
- praktyczne – których celem jest formułowanie wiedzy dla osiągnięcia doskonałości moralnej (etyka, polityka)
- pojetyczne (wytwórcze, od gr. poiesis) – których celem jest formułowanie wiedzy, za pomocą której można wytwarzać określone przedmioty.

W opinii Arystotelesa, nauki teoretyczne są najbardziej wartościowe, a tym samym najwyżej usytuowane w hierarchii, ze względu na fakt, że opisują wiedzę dla samej wiedzy. Wśród nauk teoretycznych, największą wartość reprezentuje metafizyka, która dąży do zaspokojenia tylko i wyłącznie ludzkiej potrzeby czystego poznania.

#### Zerwanie z Platonem i koncepcja niezapisanego umysłu

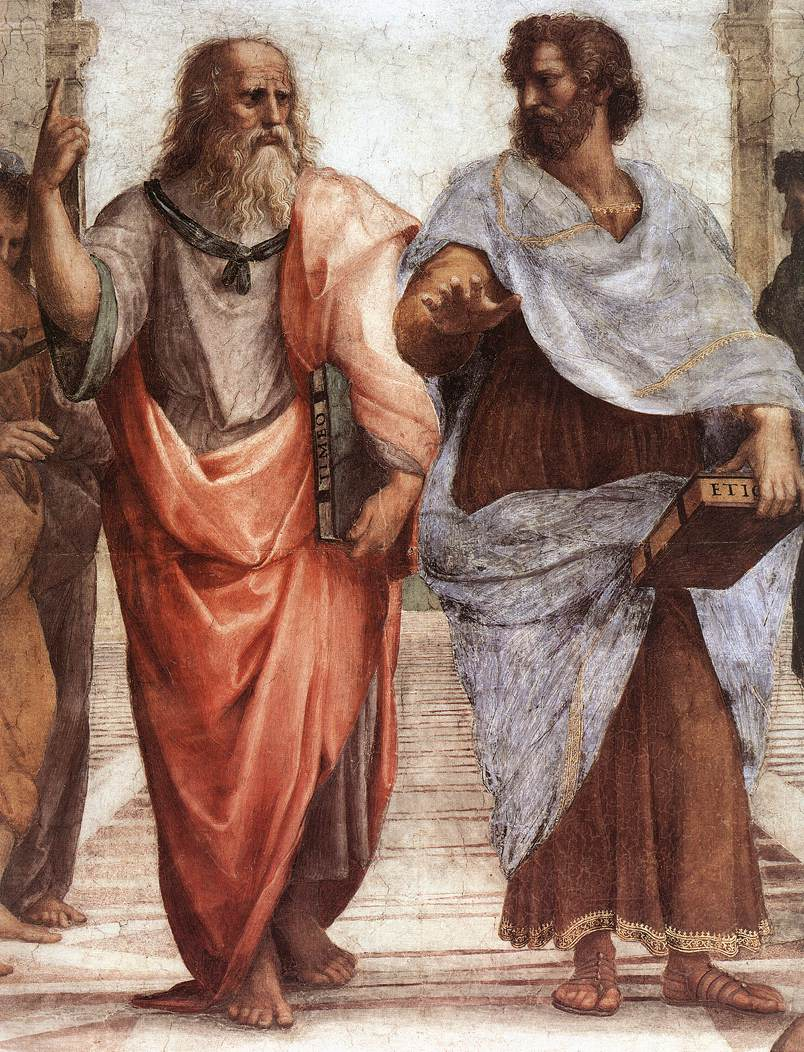
Platon i Arystoteles – fragment fresku Szkoła ateńska Rafaela Santi, znajdującego się na ścianie jednej z sal papieskiego Pałacu apostolskiego w Watykanie. Platon wskazuje palcem ku niebu, Arystoteles wsparłszy jedną dłoń na księdze, drugą wskazuje na ziemię wokoło – symbolicznie ukazana jego afirmacja rzeczywistości widzialnej i zainteresowanie jej wyjaśnieniem.

Arystoteles krytykował idealizm obiektywny Platona przede wszystkim za to, że koncepcja ta separuje konkretne przedmioty zmysłowe od stanowiących ich źródło idei. Krytykę podjął najpierw jeszcze będąc studentem mistrza w księdze I Metafizyki (990 a 33 – 993 a 10). Następnie kontynuował już stojąc na czele swojej, rywalizującej z Akademią szkoły filozoficznej. Zapis tej krytyki znajduje się w ks. XIII Metafizyki (1078 b 30 n).
Osobiste doświadczenia z nauczaniem i leczeniem małych dzieci przekonały Arystotelesa, co do błędności Platońskiej teorii anamnezy. Polegała ona na odkrywaniu „ukrytej pamięci” idealnego świata dzięki dialektycznym dyskursom. Zdaniem Arystotelesa, ludzie nie posiadają takiej ukrytej pamięci, lecz cała ich wiedza pochodzi z doczesnego doświadczenia. Na poparcie swego stanowiska przywoływał fakt, że wprawny sofista potrafi przekonać niedoświadczonego ucznia niemal do wszystkiego.
Arystoteles stwierdził, że dużo rozsądniejsze jest przyjęcie, że ludzie rodzą się z niezapisanym umysłem, który zapełnia się myślami na skutek codziennych doświadczeń życiowych. Myśli jednak żyją później własnym życiem i część ludzkich rozumowań ulega rozmaitym wypaczeniom i dziwactwom.
Przyjmując to założenie Arystoteles doszedł do wniosku, że aby uporządkować ludzkie myśli i wykazać które z nich są adekwatne do rzeczywistości, a które nie, należy stworzyć naukę o samym myśleniu jako takim. Naukę tę nazwał logiką.

### Logika
Zdaniem Arystotelesa celem nauki jest wyprowadzenie (ἀπόδειξις apodeiksis) stanu faktycznego z jego przyczyn. Ten proces ma dwie możliwe formy: wnioskowanie o szczególnych przypadkach ze znanej ogólnej reguły (dedukcja) i wnioskowanie o ogólnej regule ze znanych poszczególnych przypadków (indukcja). Poprawności wnioskowania miała natomiast służyć logika jako metoda porządkowania myślenia, jego formy, a nie treści (logika formalna). Arystoteles stworzył zupełny system tak zwanej teorii sylogizmu, która obecnie stanowi część klasycznego rachunku predykatów. Sam Arystoteles na oznaczenie tego, co dziś zwiemy logiką używał terminu analityka, rezerwując nazwę logika dla dialektyki, czyli sztuki prowadzenia dyskusji.

#### Pojęcia i kategorie
Podstawowym elementem logiki arystotelesowskiej jest pojęcie, które odpowiada istniejącej w świecie rzeczywistym kategorii (rodzajowi). Pojęcie wprowadza definicja (ὁρισμός horismos) wskazująca nadrzędny rodzaj oraz różnicę gatunkową. Np. w definicji człowieka jako „istoty rozumnej” – „istota” jest nazwą nadrzędnej kategorii, a „rozumna” określa właściwość, która wyróżnia człowieka spośród innych istot.

#### Sądy i wnioskowanie
Pojęcia są powiązane w zdania, czyli sądy, którym można przypisać prawdziwość lub fałsz. Sąd nie może być zarazem prawdziwy i fałszywy (zasada sprzeczności). Arystoteles przedstawił reguły wnioskowania, jako związku między różnymi sądami a szczególnie teorię sylogizmów – związku dwóch zdań z trzecim.

#### Dowodzenie
Arystoteles rozgraniczył rozumowania na oparte na wnioskowaniu logicznym z przyjętych założeń rozumowanie dedukcyjne oraz na oparte na obserwowanych danych rozumowanie indukcyjne. Arystoteles sformułował trzy podstawowe zasady poprawnego formułowania i dowodzenia twierdzeń.

#### Zasady „naukowego myślenia”
1. wychodzenie z jak najmniejszej liczby założeń pierwotnych (nazwane później brzytwą Ockhama), które znajduje się poprzez myślenie indukcyjne;
2. tworzenie w oparciu o te założenia ścisłej teorii poprzez myślenie dedukcyjne;
3. ostateczna weryfikacja teorii poprzez konfrontację wniosków z niej wynikających z faktami.

### Metafizyka
Metafizyka, jako dyscyplina najdoskonalsza, usytuowana na szczycie hierarchii nauk, zajmuje się badaniem:
- przyczyn i zasad rzeczywistości,
- bytu jako bytu,
- substancji,
- boga i tego, co transcendentne.

Nazwa metafizyka prawdopodobnie nie pochodzi od samego Arystotelesa, lecz od filozofa perypatetyckiego Andronikosa z Rodos, który wydał i uporządkował pisma mistrza. 14 pism, dotyczących ogólnych zasad, umieścił po pismach fizycznych (gr.) metà tà physiká. Za tym, że porządek przyjęty przez Andronikosa był czysto zewnętrzny, pozafilozoficzny, opowiedzieli się następujący uczeni: Eduard Zeller, Paul Hämmerlin, William David Ross, Werner Jaeger. Arystoteles używał określeń „filozofia pierwsza”, w odróżnieniu od fizyki, czyli „filozofii drugiej”, lub „teologia”, z racji tego, że przedmiotowi metafizyki przypisywane są cechy boskie. Pierwsza wzmianka o tytule metà tà physiká wystąpiła u Mikołaja z Damaszku (64 r. przed. Chr.), widnieje też w katalogach Anonima z Menage oraz Ptolemeusza. Według teorii M.H. Reinera, tytuł Metafizyka był inspirowany przez samego Arystotelesa i był już używany przez pierwszą generację uczniów Liceum. Mógł je stworzyć jego uczeń Eudemos z Rodos. Według Moraux dzieła metafizyczne w pierwotnym układzie występowały po pismach matematycznych, a nie fizycznych i nazwa miałaby znaczenie filozoficzne. Według interpretacji odwołującej się do perspektywy platońskiej, przedrostek metà odnosi się do hierarchii bytów: wskazuje na to, co ponad przyrodą (gr.) υπερ φύσιν – hyper fysin lub επεκεινα των φυσικων – epekeina ton fysikon. Interpretacja ta przypisywana Herenniuszowi, była powszechna w średniowieczu. Dla Tomasza z Akwinu metafizyka dotyczy rzeczy poza-fizycznych (łac.) transphysica i ma ten sam przedmiot co teologia, tzn. traktuje o rzeczach boskich, różni się tylko sposobem poznania.

#### Forma i materia
Arystoteles odrzucił platoński dualizm rzeczy materialnych i idei. Uważał on, że idee „nie przyczyniają się też w żaden sposób do poznawania innych rzeczy [...] ani do wyjaśniania ich istnienia, bo nie znajdują się w poszczególnych rzeczach, które w nich uczestniczą [...]”. Jego zdaniem istota rzeczy (substancja, οὐσία ousia) zawiera się w niej samej.
W miejsce dualizmu platońskiego powstał jednak inny: materii i formy. Forma była odpowiednikiem idei platońskiej, lecz nie jako osobny, niezależny byt, a jako coś nadające kształt i postać materii – tworzywu. Relację między formą a materią można więc sobie wyobrazić jak relację między naczyniem a wodą, albo palcami garncarza a gliną. Pogląd ten, zwany hilemorfizmem, został następnie przejęty przez średniowieczny tomizm.
Formy w zasadzie nie mogą istnieć bez materii, a z drugiej strony sama materia bez form nie posiadałaby kształtu, koloru, ruchu i innych cech; byłaby czystym chaosem. Tak więc znany nam z doświadczenia świat jest nierozerwalną kombinacją materii i idei-form. Stosunek formy i materii (entelechia) określa cechy danej rzeczy, a w przypadku istot żywych określa ich celowy charakter.
Arystoteles przyczynił się do rozwoju teorii atomistycznej twierdząc, że cała materia składa się z tych samych ciągłych substancji pierwotnych.

#### Hierarchia bytów
Koncepcja ta dobrze pasowała do ontologicznego wytłumaczenia zjawiska występowania hierarchiczności bytów. Hierarchiczność taką zauważał Arystoteles zwłaszcza w świecie ożywionym, gdzie istnieje ciąg stworzeń od najprostszych do najbardziej złożonych. Arystoteles tłumaczył tę hierarchię stopniem udziału formy i materii w danym jednostkowym bycie. Czym w danym bycie jest więcej formy (jest ona bardziej złożona) a mniej materii, tym zajmuje on wyższe miejsce w hierarchii. I tak: byty nieożywione takie jak np. kamień zawierają w sobie bardzo dużo materii i mają przy tym bardzo prostą i nieruchomą formę. Rośliny mają bardziej złożoną formę, która podlega powolnym zmianom. Zwierzęta mają jeszcze bardziej złożoną formę, która daje im możliwość ruchu i reagowania na zmiany. Wreszcie ludzie posiadają bardzo złożoną formę zwaną duszą, która posiada unikatową cechę bycia świadomym o samej sobie.
Z połączenia tych ontologicznych założeń powstała teoria czterech przyczyn, jakie muszą być spełnione do zaistnienia danej rzeczy:
- przyczyna materialna (causa materialis) – rzecz powstaje z materii;
- przyczyna formalna (causa formalis) – powstaje przez ukształtowanie materii przez formy;
- przyczyna sprawcza (causa efficiens) – powstanie rzeczy musi być określone przez czynnik działający uprzednio;
- przyczyna celowa (causa finalis) – powstanie rzeczy musi służyć pewnemu celowi.

Arystoteles, rozważając pierwszą przyczynę (sprawczą) ruchu (primus motor), postulował istnienie ducha, który poruszałby światem, tak jak dusza porusza ciałem. Jako ostateczne źródło ruchu byłby nieruchomy (nieruchomy poruszyciel). Duch ten został utożsamiony z bogiem, ale, w odróżnieniu od istot znanych z wierzeń religijnych, nie jest on czynnikiem aktywnym – nie ingeruje w dzieje świata. Jego zdolność poruszania wynika raczej z tego, że rzeczy, kierowane tęsknotą, dążą do niego jako do czystej formy.
Koncepcja teleologiczna, głosząca, że każdy rozwój dokonuje się stosownie do założonego celu, była istotnym elementem arystotelesowskiej fizyki i biologii.

### Filozofia przyrody
Arystoteles był odnowicielem starożytnej filozofii przyrody, zaniedbanej przez sofistów, Sokratesa i Platona. Wypracowana przez niego pojęciowość miała ogromny wpływ na późniejszych filozofów i badaczy przyrody, aż do powstania nowożytnego przyrodoznawstwa. W Corpus Aristotelicum zebrano 27 pism filozoficznoprzyrodniczych, obejmujących zagadnienia kosmologiczne, fizyczne, biologiczne i psychologiczne (dla części z nich atrybucja jest wątpliwa). Podstawowym pismem filozoficznoprzyrodniczym Stagiryty jest Fizyka.

#### Ruch
Wszelkie realne rzeczy składają się z dwóch momentów: potencji (możności) i aktu. Materia jest tylko potencjalnością (możnością), która musi być skonkretyzowana przez akt. Koncepcja ta stała się podstawą Arystotelejskiej nauki o ruchu i zmianie, pozwalając przezwyciężyć tezy eleatów o niemożliwości ruchu. Arystoteles, korzystając również ze swojej teorii kategorii, wskazał, że ruch dotyczy różnych kategorii w różnym stopniu. Część z kategorii danego bytu nie podlega ruchowi czy zmianie, lecz jest własnościami lub rodzajami ruchu (kategorie czasu, działania, doznawania). Ruch dotyczy więc kategorii substancji (powstawanie i ginięcie), miejsca (przemieszczenie), jakości (zmiana jakościowa) i ilości (przyrost i ubytek). Zmiana jest tu pojęciem ogólnym, a ruch rodzajem zmiany odnoszonym do kategorii miejsca. Aby dokonać zmiany konieczny jest akt płynący z zewnątrz, który skonkretyzuje możność tkwiącą w danej rzeczy.
Z pojęciem ruchu, ściśle związana jest też Arystotelejska definicja czasu. „Czas jest [...] ilością ruchu ze względu na «przed» i «po»”. Czas nie istnieje bez zmiany, i podobnie jak ona ma charakter ciągły. Koncepcja ta wymaga istnienia duszy, postrzegającej zachodzącą zmianę. W oparciu o nią, swoją koncepcję czasu wypracuje Augustyn z Hippony.

#### Przestrzeń
Arystotelejskie ujęcie miejsca i przestrzeni było niezwykle wpływową koncepcją, aż do czasów renesansu. Miejsce definiowane jest jako „bezpośrednia i nieruchoma granica ciała otaczającego”. Oznacza to, że miejsce jest pewną rzeczywistością. Próżnia jest niemożliwa, jest bowiem nie-bytem. Ruch ciał oznacza więc przesuwanie jednych rodzajów rzeczy (np. powietrza) i zastępowanie ich innymi (np. poruszanym ciałem). Jedno ciało zastępuje inne ciało, a pomiędzy nimi nie ma żadnych przerw. Poglądami tymi Arystoteles przeciwstawiał się atomizmowi i mechanicyzmowi.
Arystoteles wprowadza również pojęcie miejsca naturalnego, czyli miejsca do którego w sposób naturalny dążą ciała (np. przy swobodnym opadaniu). Kierunki góra i dół nie mają charakteru relatywnego. Do góry dążą wszystkie lekkie substancje (np. ogień). Ku dołowi dążą natomiast rzeczy zawierające element ziemi, nadający ciężar. Ruch trwa, dopóty ciała osiągną swoje miejsce naturalne.

#### Kosmologia
Wszechświat dzieli się na podksiężycowy i nadksiężycowy (niebiański), mające odmienne charakterystyki. W świecie podksiężycowym, zachodzą wszystkie rodzaje zmiany, a dominuje powstawanie i ginięcie. W świecie nadksiężycowym zachodzi natomiast jedynie ruch kolisty (nie zachodzi powstawanie i ginięcie, zmiana jakościowa, wzrost czy ubytek). Niebo jest niezmienne, w przeciwieństwie do rzeczywistości ziemskiej.
Odmienność obu sfer spowodowana jest ich konstrukcją. Świat podksiężycowy składa się z czterech żywiołów, tworzących materię. Elementy ciężkie (ziemia i woda), dążą ku dołowi, natomiast elementy lekkie (powietrze i ogień) ku górze. Świat nadksiężycowy składa się z piątego elementu, wprowadzonego przez Platona, a przez Arystotelesa nazwanego eterem. Eter nie powstaje i nie ginie (stąd niezmienność tego świata), porusza się natomiast ruchem kolistym (nie ma miejsca naturalnego).

#### Biologia
Arystoteles jest uważany za pierwszego systematycznego badacza życia . Jego studia na temat powstawania i funkcjonowania istot żywych, stanowią pierwszy tak systematyczny i ugruntowany empirycznie wykład, i aż do XVI w. nie zostały prześcignięte. Wraz z Teofrastem (który zajmował się głównie botaniką) uznawany jest za twórcę biologii. Dzieła biologiczne obejmują 1/4 Corpus Aristotelicum. Najważniejszymi traktatami są O częściach zwierząt i Historia animalium.
Biologia Arystotelesa miała charakter witalistyczny. Zakładała, że tym, co odróżnia istoty żywe od reszty rzeczywistości jest ucieleśniona dusza. Stanowi ona formę życia organicznego, nadaje mu jedność i celowość. Każda z podstawowych kategorii istot żywych, miała przez nią nadany inny cel naturalny (entelechia),
Arystoteles wyróżniał trzy części duszy, odpowiadające różnym poziomom organizacji życia:
- dusza wegetatywna wiąże się z odżywianiem i rośnięciem; stanowi formę roślin, zwierząt i ludzi;
- dusza zmysłowa czyni zdolnym do postrzegania i poruszania się; stanowi formę u zwierząt i ludzi;
- dusza rozumna (νοῦς nous) występujący wyłącznie u ludzi, najdoskonalszą z form; jedyną, która posiadła zdolność rozumienia świata zewnętrznego i świadomość samej siebie. Dusza rozumna dzieli się na
  - rozum bierny, receptywny
  - rozum czynny, który, nie będąc powiązany z ciałem (stanowiąc czystą formę), jest nieśmiertelny.

### Etyka

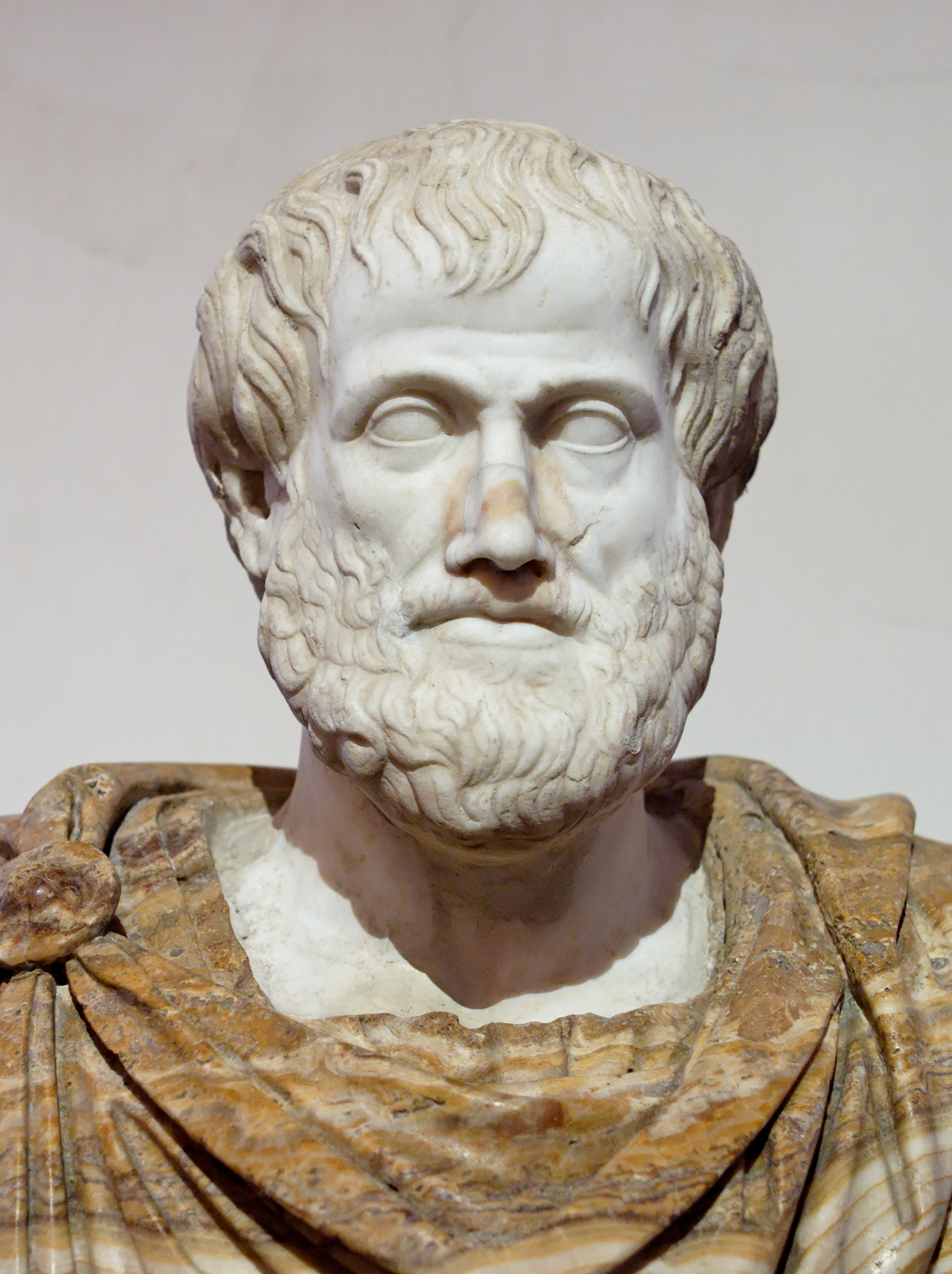
Popiersie Arystotelesa

#### Dobro jako wartość indywidualna, a nie absolutna
Etyka Arystotelesa wynikała w dużym stopniu z jego teorii bytu, ale także była wypracowana na drodze praktycznych obserwacji. Rozumiał on dobro i cnotę (Areté) jako dążenie do doskonalenia swojej formy, czyli duszy. Gdy dusza osiągnie optymalną, przeznaczoną dla danej jednostki postać, to wtedy jednostka ta osiągnie trwałe szczęście i cnotę (eudajmonia).
Dusze ludzkie są niepowtarzalne, dlatego to, co jest dobre dla jednego człowieka, niekoniecznie musi być dobre dla drugiego. Dobro zatem jest pojęciem subiektywnym i zależy od mnóstwa różnych czynników. Próba uszczęśliwiania wszystkich poprzez tworzenie idealnego państwa jest więc mrzonką, która w istocie może tylko wszystkich unieszczęśliwić (było to sprzeczne z poglądami Platona).

#### Nakazy moralne i żądze
Arystoteles nie zgadzał się też ze zrównywaniem dobra z wiedzą o ideach. Jego osobiste doświadczenia z Akademii Platońskiej przekonały go, że nawet najmądrzejsi filozofowie nie są wolni od zwykłych ludzkich namiętności, a nawet zdarza się, że podlegają im silniej. Zgodnie ze swoją teorią duszy, Arystoteles twierdził, że każdy człowiek trwa w naturalnym konflikcie żądz cielesnych i racjonalnej oceny sytuacji, dostarczanej mu przez rozumną część jego duszy. Z tego powodu cnota to stały proces przezwyciężania i kontrolowania żądz, wymagający stałego wysiłku, a nie coś co na trwałe można posiąść przez proste nabywanie wiedzy. Moralność to zatem podążanie za nakazami rozumu, które mogą być albo wpojone przez wychowanie albo uzyskane na skutek własnych przemyśleń, co dla samej moralności jako takiej ma drugorzędne znaczenie. Stąd człowiek mądry, ale o słabej woli bywa często mniej cnotliwy od człowieka niewykształconego, ale o silnej woli.

#### Cnoty
Arystoteles jest jednym z najważniejszych przedstawicieli etyki cnót, a jego koncepcje pozostają wpływowe do dziś. W swoich pracach szczegółowo przeanalizował wiele cnót, opisał relacje pomiędzy nimi i dokonał ich podziału. Podzieli cnoty na: cnoty dianoetyczne (intelektualne), które są skutkiem doświadczenia oraz cnoty etyczne (moralne), które są skutkiem przyzwyczajenia.
Z cnót intelektualnych najważniejsze są dwie: rozsądek (φρόνησις phronesis) i mądrość (σοφία sophia).
Rozsądek dotyczy ludzkich spraw, dba o zapewnienie człowiekowi zarówno dóbr duchowych, jak i cielesnych. Przedmiotem i polem działania rozsądku są rzeczy zmienne i przemijające.
Mądrość jest najwyższą z rodzajów wiedzy. Zajmuje się bytami wiecznymi i niezmiennymi.
Cnoty etyczne mieszczą się w tzw. „złotym środku”, między dwiema wadami (nadmiarem i niedostatkiem). Np. odwaga mieści się między zuchwalstwem i tchórzostwem. Taką cnotą jest też taktowny dowcip znajdujący się między błazeństwem a nieokrzesaniem. Żadna z cnót nie jest wrodzona, z natury jesteśmy tylko zdolni do ich nabywania, a rozwijamy je dzięki przyzwyczajeniu.
Z cnót etycznych najwyższa jest sprawiedliwość, którą dzielił na rozdzielającą (słuszny podział dóbr) i wyrównującą (kompensację krzywd); podstawą jednak jest konstytuująca ludzką wspólnotę przyjaźń. Postawa moralna (ἕξις hexis) powstaje zatem nie w wyniku samego rozumienia, ale praktyki życia i moralności otoczenia. Nie bez znaczenia jest ćwiczenie, przyzwyczajenie i uczenie się.

#### Teoria złotego środka
Arystoteles uważał, że zbyt skrajne czy rygorystyczne podejście do moralności oraz całkowite ignorowanie żądz cielesnych ma zwykle fatalne rezultaty, gdyż żądze te są sposobem, w jaki ciało komunikuje silnie zależnej od niego duszy swoje potrzeby.
Według Arystotelesa w swoim postępowaniu człowiek powinien kierować się „złotym środkiem”, który jest określany przez jego rozum, gdyż jest to droga do osiągnięcia szczęścia, najwyższego dobra, które jest naszym celem ostatecznym.
Wynika z tego, iż człowiek powinien podążać drogą „złotego środka” – nie ignorować żądz, ale też nie może się im podporządkowywać, nie może im ulegać. Jego działanie ma być umiarkowane, ale ma jednocześnie przynosić mu przyjemność. Żądze muszą zostać zaspokojone, ale w sposób umożliwiający harmonijny rozwój także rozumnej części duszy, która to dusza powinna oprócz nabywania wiedzy kultywować również umiejętności panowania nad żądzami, poprzez silną wolę, odwagę i rozsądek.
Według Arystotelesa nie w każdym postępowaniu można odnaleźć „złoty środek”, do takich czynów zalicza: cudzołóstwo, kradzież, morderstwo – tutaj nie ma średniej miary, są to czyny niegodziwe.
Zdaniem Arystotelesa jednostki w swoim życiu rozciągnięte są między dwoma niemożliwymi do osiągnięcia przeciwnościami: nadludzką cnotą upodabniającą do bóstwa a jego przeciwieństwem – upodabniającym do zwierząt bestialstwem.

### Filozofia społeczna i polityczna

#### Teoria państwa
Z etyki wynikała teoria państwa. W tej dziedzinie Arystoteles twierdził, że państwo jest naturalną formą społeczeństwa („człowiek jest z natury stworzony do życia w państwie”). Tak samo jak każda forma, państwo powinno więc być dobrze dopasowane do społeczeństwa i warunków w których żyje. Oznaczało to w praktyce, że różne formy państwa są dobre dla różnych społeczeństw. Jedne społeczeństwa wymagają monarchii, inne zaś dobrze funkcjonują w warunkach demokracji. Arystoteles rozróżniał w zależności od konstelacji przyjaźni i sprawiedliwości następujące ustroje:
| Ustroje właściwe:              | Ustroje wadliwe:           |
| ------------------------------ | -------------------------- |
| monarchia (królestwo)          | tyrania                    |
| arystokracja                   | oligarchia                 |
| politeja (właściwa demokracja) | demokracja (populistyczna) |

Ich główną wartością jest wolność, na mocy której obywatele mogli uczestniczyć w życiu politycznym.
Jednak pierwotniejsze od państwa są rodziny (wspólnoty domowe), z połączenia których powstaje gmina, a dopiero z połączenia gmin – państwo. Arystoteles opowiadał się wbrew Platonowi za poszanowaniem własności prywatnej, uważał także za usprawiedliwioną instytucję niewolnictwa.
Większość form rządzenia powstaje zwykle na drodze historycznego rozwoju i te naturalne formy są zwykle najlepsze dla danego społeczeństwa. Podobnie najlepiej przystosowanymi do rządzenia ludźmi są ci, którzy w naturalny sposób znaleźli się na stanowiskach (przez wolę wyborców albo z urodzenia), a nie filozofowie-teoretycy. To czy dane państwo jest dobrze czy źle rządzone zależy często nie od formy rządów, lecz od jakości przymiotów ludzi u władzy.
Zadaniem filozofa jest więc tylko edukowanie i doradzanie rządzącym oraz proponowanie im dokonywania drobnych, powolnych zmian w strukturze państwa. Dobra edukacja jest bardzo ważna dla osób rządzących, gdyż umożliwia im obiektywną ocenę sytuacji, ale oprócz edukacji formalnej rządzące osoby muszą rozwijać cnoty „złotego środka”, a więc silną wolę, odwagę i rozsądek. Cnoty te są często ważniejsze dla rządzących od formalnej wiedzy, którą można na bieżąco uzyskiwać od doradców-filozofów. Sami filozofowie są zwykle niezbyt dobrze przygotowani do sprawowania władzy, gdyż całe życie koncentrują się na nabywaniu wiedzy i dysputach, a nie na kultywowaniu cnót niezbędnych przy rządzeniu.

#### Prawo natury
Prawo natury służyć ma osiągnięciu cnoty, a więc naturalnego celu jednostki. Arystotelesowska koncepcja prawa natury ma więc charakter ściśle etyczny. Ponieważ cnota utożsamiana jest tutaj ze szczęściem, konsekwencją naruszenia prawa naturalnego, jest pozbawienie się szczęścia.
Szczegółowe treści prawa natury wynikają z ludzkiej zdolności oceniania, przede wszystkim rozróżniania sprawiedliwości od niesprawiedliwości i dobra od zła. Treścią prawa natury są te oceny, które są wspólne różnym ludziom. Z tego poglądu wynika arystotelesowskie poparcie dla niewolnictwa, jako instytucji zgodnej z prawem naturalnym. Zgodne z naturą jest, aby jednostki obdarzone większym rozumem i mniejszą siłą fizyczną, władali nad jednostkami o większej sile i mniejszym rozumie. Do tej pierwszej grupy Arystoteles zalicza Greków, a do drugiej barbarzyńców.
Ponieważ człowiek jest z natury istotą społeczną, także państwo i stanowione przez nie prawo znajdują oparcie w naturze ludzkiej (mają służyć realizacji szczęścia). Prawo stanowione opiera się na prawie naturalnym (a także na prawie zwyczajowym), jednak w istotny sposób różni się od niego. Jest prawem spisanym i trzeba się go uczyć, a więc nie jest dane w bezpośredni sposób wszystkim istotom rozumnym. Prawo stanowione nie jest też prawem powszechnym, lecz obowiązuje jedynie obywateli konkretnego polis, w konkretnym czasie. Oba rodzaje prawa są jednak niezbędne dla realizacji naturalnych celów jednostki. Przestrzeganie prawa naturalnego prowadzi do naturalnej sprawiedliwości, która wraz ze sprawiedliwością stanowioną składa się na sprawiedliwość polityczną.

#### Myśl społeczna
Zdaniem Arystotelesa człowiek jest zwierzęciem politycznym (ζῷον πολιτικόν zoon politikon) – jest stworzony do życia w państwie. Za człowieka Arystoteles uważał wyłącznie mężczyznę, kobieta nie będąc w pełni człowiekiem nie mogła zajmować się polityką.
Życie społeczne opiera się na najbardziej trwałej strukturze, jaką jest małżeństwo (więź pomiędzy kobietą a mężczyzną). Małżeństwo tworzy rodzinę, która nie jest w stanie zaspokoić swoich potrzeb, a zatem łączy się w kolonie rodzin (gminę wiejską), a następnie w polis (państwo), które jest wspólnotą pełną, samowystarczalną. W ten sposób Arystoteles tworzy schemat genezy państwa:
małżeństwo > rodzina > gmina wiejska > polis

### Retoryka
Arystoteles włączył retorykę do nauk produktywnych. Retoryka dąży do określonego celu i najważniejsza jest w niej skuteczność. Jest też ściśle związana z logiką, tzn. stosowane argumenty muszą być logiczne. Ważny jest status społeczny mówcy i etos mówcy. Rodzaj wypowiedzi należy dostosować do słuchacza (wiek, płeć słuchacza). III księga Retoryki dotyczy problemu kompozycyjnego, jawności, poprawności, szczerości, adekwatności. Filozof jest przekonany, że jeżeli mówca darzy szacunkiem audytorium, to autorytet mówcy będzie rósł.